# E511
La ruta europea E511 és una carretera que forma part de la Xarxa de carreteres europees. Comença a Courtenay (França) i finalitza a Troyes (frança). Té una longitud de 133 km. Té una orientació de nord a sud.